# Gil Hill
Gilbert Roland Hill (Birmingham—AL, 05 de Novembro de 1931 - 29 de Fevereiro de 2016) foi um ex-detetive da cidade de Detroit(MI), famoso por ter atuado na série de filmes Beverly Hills Cop(I, II e III).
Hill também foi presidente do Conselho de cidade de Detroit. Concorreu à Prefeitura da cidade em 2001, contra Kwame Kilpatrick, onde este último obteve a vitória. Certa vez afirmou que a única diferença entre ele e seu personagem(Insp. Douglas Todd), dos filmes Beverly Hills Cop; é que Hill não costuma falar tantos palavrões.

## Filmografia
Hill participou dos 3 filmes da franquia Beverly Hills Cop:
| ANO  | TÍTULO                | PERSONAGEM            |
| ---- | --------------------- | --------------------- |
| 1984 | Beverly Hills Cop     | inspetor Douglas Todd |
| 1987 | Beverly Hills Cop II  | insp. Todd            |
| 1994 | Beverly Hills Cop III | insp. Todd            |